# Michał Tomasz Wydżga
Michał Tomasz Wydżga herbu Jastrzębiec (zm. przed 22 sierpnia 1765) – sędzia ziemski bełski w 1759 roku, podstoli bełski w latach 1744–1759, skarbnik grabowiecki w latach 1742–1744, pisarz grodzki horodelski w latach 1738–1747, marszałek sejmiku przedkonwokacyjnego województwa bełskiego w 1764 roku.
W 1764 roku był elektorem Stanisława Augusta Poniatowskiego z województwa bełskiego, poseł bełski na sejm elekcyjny.